# Troissy
Troissy ist eine französische Gemeinde mit 802 Einwohnern (Stand 1. Januar 2022) im Département Marne in der Region Grand Est (bis 2015: Champagne-Ardenne). Sie gehört zum Arrondissement Épernay und zum Kanton Dormans-Paysages de Champagne.

## Geografie
Die Gemeinde Troissy liegt an der Marne, 19 Kilometer westlich von Épernay.

## Bevölkerungsentwicklung
| Jahr                       | 1962 | 1968 | 1975 | 1982 | 1990 | 1999 | 2008 | 2018 |
| Einwohner                  | 738  | 803  | 774  | 762  | 822  | 820  | 831  | 798  |
| Quellen: Cassini und INSEE |      |      |      |      |      |      |      |      |

## Sehenswürdigkeiten
- Kirche Saint-Martin
- Reste des Schlosses aus dem 12. Jahrhundert

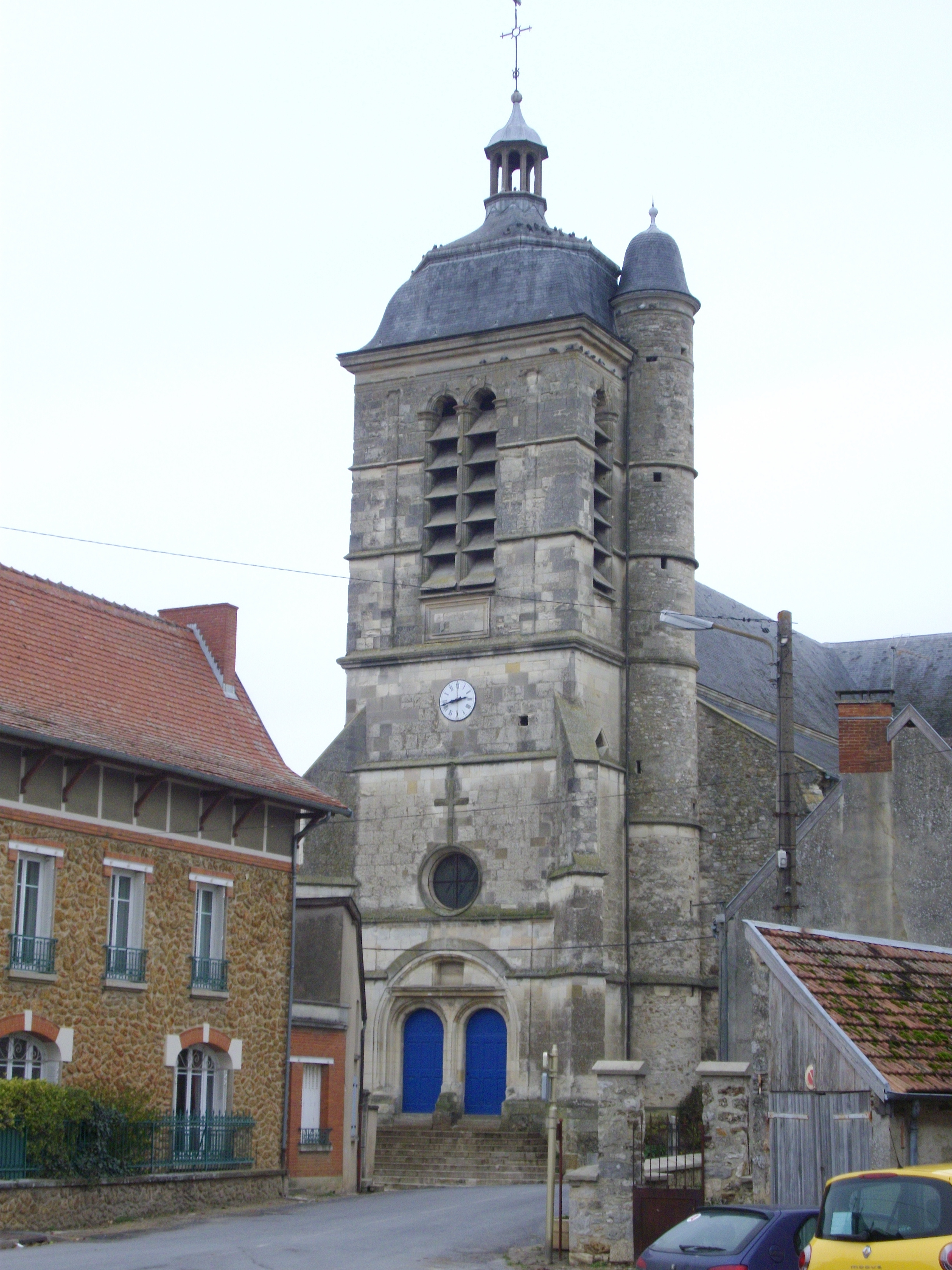
Kirche Saint-Martin
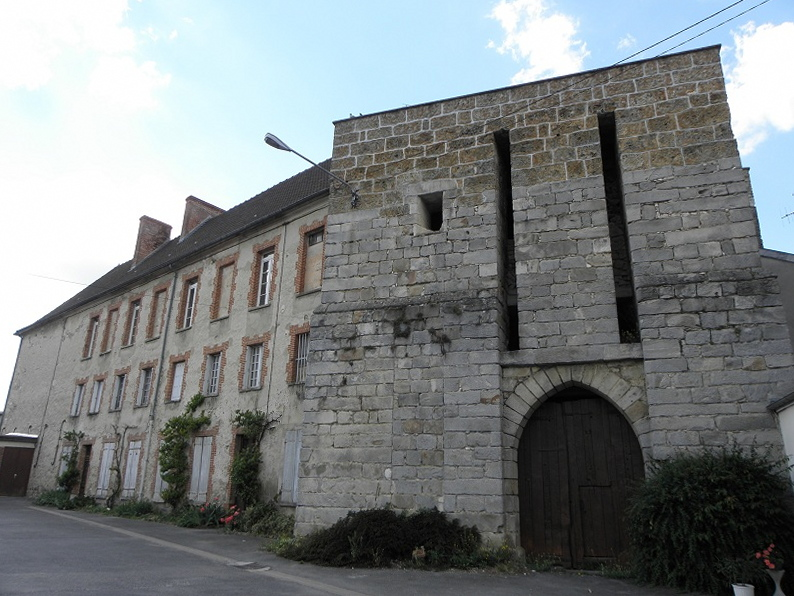
Reste des Schlosses

## Gemeindepartnerschaft
- Partenheim in Rheinhessen, Deutschland